# Josef Beneš (malíř)
Josef Beneš (15. května 1879 Chvalín – ??) byl český malíř a středoškolský pedagog.

## Život
Narodil na litoměřicku ve Chvalíně v rodině kováře Jana Beneše a jeho manželky Rozálie Skolilové. Po absolvování obecné školy vystudoval 3 třídy měšťanské školy. Za dalším studiem odešel do Prahy, kde absolvoval na Malířské akademii 2 semestry ve školním roce 1895/1896 v tzv. přípravce u prof. Maxmiliána Pirnera. Dále absolvoval ve školním roce 1896/1897 jako repetent přípravku u prof. Václava Brožíka a poté postoupil do speciální školy prof. M. Pirnera, kde studoval v letech 1897–1901. Po absování akademického studia absolvoval státní zkoušku, která byla nezbytná pro vyučování na středních školách. Poté se usadil v Praze, zprvu na Nové Městě a později na Královských Vinohradech a vyučoval na Československé obchodní akademii. Josef Beneš absolvoval studijní pobyt u Františka Kupky v Paříži.